# Лорі пурпуровочеревий
Лорі пурпуровочеревий (Lorius hypoinochrous) — вид папугоподібних птахів родини Psittaculidae. Ендемік Папуа Нової Гвінеї.

## Поширення
Вид поширений на південному сході Нової Гвінеї, архіпелазі Бісмарка, островах д'Ентрекасто, архіпелазі Луїзіада, Тробріанських островах і острові Вудларк. Його природними середовищами існування є субтропічні або тропічні вологі рівнинні ліси, субтропічні або тропічні мангрові ліси та субтропічні або тропічні вологі гірські ліси.

## Підвиди
Включає три підвиди:
- Lorius hypoinochrous devittatus Hartert, 1898 — архіпелаг Бісмарка, південний схід Нової Гвінеї, Тробріанські острови, архіпелаг Вудларк і Д'Ентрекасто;
- Lorius hypoinochrous hypoinochrous G.R. Gray, 1859 — острови Місіма і Ванатінай (Луїзіада);
- Lorius hypoinochrous rosselianus Rothschild & Hartert, 1918 — острів Россел (Луїзіада).

## Опис
Папужка має довжину 26 см. Здебільшого він червоний із чорним верхом голови, зеленими крилами та фіолетовим нижньою частиною. Його стегна фіолетові, а ноги темно-сірі. Його хвіст червоний з темно-зелено-блакитним кінчиком. Цери білі. Кільця очей сірі, а райдужка оранжево-червона.